# Cour d'Alger (Paris)
Ne doit pas être confondu avec Rue d'Alger (Paris).
La cour d’Alger est une voie privée située dans le 12e arrondissement de Paris, en France.

## Situation et accès
Elle est située au no 245, rue de Bercy et se termine en impasse.

## Origine du nom
Elle porte le nom de la ville d'Alger, la capitale de l'Algérie.

## Historique
Cette voie privée a été fermée à la circulation publique par l’arrêté municipal du 18 novembre 1993.